# Milena
Milena es una comuna siciliana de 3.446 habitantes. Su superficie es de 24 km². Su densidad es de 144 hab/km². Forma parte de la región italiana de Sicilia. Esta ciudad está situada en la provincia de Caltanissetta. Las comunas limítrofes son Bompensiere, Campofranco, Grotte (AG), Racalmuto (AG), y Sutera.

## Demografía
| Gráfica de evolución demográfica de Milena entre 1861 y 2001 |
|                                                              |
| Fuente ISTAT - elaboración gráfica de Wikipedia              |

## Geografía
- Altitud: 395 metros.
- Latitud: 37º 28' 00" N
- Longitud: 013º 43' 59" E

- Datos: Q175016
- Multimedia: Milena (Italy) / Q175016

1. ↑  Worldpostalcodes.org, código postal n.º 93010.
2. ↑  «Codici Catastali». Comuni-italiani.it (en italiano). Consultado el 29 de abril de 2017.